# Tarmas TV
Tarmas TV es un canal regional venezolano, con carácter comunitario, este tiene sus bases en la población guairense de Tarmas parroquia Carayaca. El canal fue creado por la necesidad de tener una comunicación libre y plural en diciembre de 2002 y éste puede ser visto por la población del estado La Guaira en la frecuencia UHF por el canal 60. Wilfredo García es el Coordinador General. Su operador es la fundación "T-CLA".